# Eleições parlamentares europeias de 2019 no distrito de Portalegre
| Eleições parlamentares europeias de 2019 Distritos: Aveiro \| Beja \| Braga \| Bragança \| Castelo Branco \| Coimbra \| Évora \| Faro \| Guarda \| Leiria \| Lisboa \| Portalegre \| Porto \| Santarém \| Setúbal \| Viana do Castelo \| Vila Real \| Viseu \| Açores \| Madeira \| Estrangeiro |

## Resultados por concelho
Os resultados nos concelhos do Distrito de Portalegre foram os seguintes:

### Alter do Chão
| Partido                 | Partido                                         | Votos | %               | +/-  |
| ----------------------- | ----------------------------------------------- | ----- | --------------- | ---- |
|                         | Partido Socialista                              | 393   | 40,18 / 100,00  | 4,62 |
|                         | Coligação Democrática Unitária                  | 156   | 15,95 / 100,00  | 7,38 |
|                         | Partido Social Democrata                        | 142   | 14,52 / 100,00  | -    |
|                         | Bloco de Esquerda                               | 74    | 7,57 / 100,00   | 5,49 |
|                         | CDS – Partido Popular                           | 71    | 7,26 / 100,00   | -    |
|                         | Aliança                                         | 16    | 1,64 / 100,00   | Novo |
|                         | Basta!                                          | 15    | 1,53 / 100,00   | 1,18 |
|                         | Partido Comunista dos Trabalhadores Portugueses | 14    | 1,43 / 100,00   | 0,82 |
|                         | Partido Nacional Renovador                      | 12    | 1,23 / 100,00   | 0,62 |
|                         | Outros (com menos de 1,00%)                     | 29    | 2,96 / 100,00   |      |
| Votos Inválidos         | Votos Inválidos                                 | 56    | 5,72 / 100,00   | 0,78 |
| Total                   | Total                                           | 978   | 100,00 / 100,00 |      |
| Eleitorado/Participação | Eleitorado/Participação                         | 2 743 | 35,65 / 100,00  | 2,52 |

| Freguesia     | %     | %     | %     | %    | %    | %    | %    | %    | %    | Votantes |
| Freguesia     | PS    | CDU   | PSD   | BE   | CDS  | A    | B!   | PCTP | PNR  | Votantes |
| ------------- | ----- | ----- | ----- | ---- | ---- | ---- | ---- | ---- | ---- | -------- |
| Alter do Chão | 35,38 | 10,80 | 18,25 | 9,87 | 9,87 | 2,61 | 2,42 | 0,93 | 1,86 | 537      |
| Chancelaria   | 52,98 | 13,10 | 11,90 | 2,98 | 7,14 | 0,60 | 1,19 | 2,38 | 1,19 | 168      |
| Cunheira      | 56,78 | 11,86 | 12,71 | 1,69 | 0,85 | 0    | 0    | 0,85 | 0    | 118      |
| Seda          | 30,32 | 40,00 | 5,81  | 9,03 | 3,23 | 0,65 | 0    | 2,58 | 0    | 155      |
| Alter do Chão | 40,18 | 15,95 | 14,52 | 7,57 | 7,26 | 1,64 | 1,53 | 1,43 | 1,23 | 978      |

### Arronches
| Partido                 | Partido                                         | Votos | %               | +/-  |
| ----------------------- | ----------------------------------------------- | ----- | --------------- | ---- |
|                         | Partido Socialista                              | 331   | 41,53 / 100,00  | 2,39 |
|                         | Partido Social Democrata                        | 176   | 22,08 / 100,00  | -    |
|                         | Coligação Democrática Unitária                  | 59    | 7,40 / 100,00   | 4,47 |
|                         | Bloco de Esquerda                               | 49    | 6,15 / 100,00   | 4,67 |
|                         | CDS – Partido Popular                           | 47    | 5,90 / 100,00   | -    |
|                         | Basta!                                          | 21    | 2,63 / 100,00   | 1,94 |
|                         | Partido Comunista dos Trabalhadores Portugueses | 13    | 1,63 / 100,00   | 0,15 |
|                         | Pessoas–Animais–Natureza                        | 12    | 1,51 / 100,00   | 1,11 |
|                         | Aliança                                         | 8     | 1,00 / 100,00   | Novo |
|                         | Partido Nacional Renovador                      | 8     | 1,00 / 100,00   | 0,90 |
|                         | Outros (com menos de 1,00%)                     | 27    | 3,38 / 100,00   |      |
| Votos Inválidos         | Votos Inválidos                                 | 46    | 5,77 / 100,00   | 1,15 |
| Total                   | Total                                           | 797   | 100,00 / 100,00 |      |
| Eleitorado/Participação | Eleitorado/Participação                         | 2 566 | 31,06 / 100,00  | 6,04 |

| Freguesia | %     | %     | %    | %    | %    | %    | %    | %    | %    | %    | Votantes |
| Freguesia | PS    | PSD   | CDU  | BE   | CDS  | B!   | PCTP | PAN  | A    | PNR  | Votantes |
| --------- | ----- | ----- | ---- | ---- | ---- | ---- | ---- | ---- | ---- | ---- | -------- |
| Assunção  | 39,54 | 22,24 | 8,37 | 6,65 | 6,65 | 1,90 | 1,71 | 1,71 | 0,57 | 0,95 | 526      |
| Esperança | 50,00 | 21,59 | 3,41 | 5,11 | 2,27 | 2,27 | 2,27 | 1,70 | 0    | 0,57 | 176      |
| Mosteiros | 36,84 | 22,11 | 9,47 | 5,26 | 8,42 | 7,37 | 0    | 0    | 5,26 | 2,11 | 95       |
| Arronches | 41,53 | 22,08 | 7,40 | 6,15 | 5,90 | 2,63 | 1,63 | 1,51 | 1,00 | 1,00 | 797      |

### Avis
| Partido                 | Partido                                         | Votos | %               | +/-  |
| ----------------------- | ----------------------------------------------- | ----- | --------------- | ---- |
|                         | Coligação Democrática Unitária                  | 722   | 44,21 / 100,00  | 6,89 |
|                         | Partido Socialista                              | 442   | 27,07 / 100,00  | 1,94 |
|                         | Partido Social Democrata                        | 126   | 7,72 / 100,00   | -    |
|                         | Bloco de Esquerda                               | 85    | 5,21 / 100,00   | 3,59 |
|                         | Partido Comunista dos Trabalhadores Portugueses | 37    | 2,27 / 100,00   | 0,75 |
|                         | CDS – Partido Popular                           | 35    | 2,14 / 100,00   | -    |
|                         | Basta!                                          | 31    | 1,90 / 100,00   | 1,59 |
|                         | Pessoas–Animais–Natureza                        | 24    | 1,47 / 100,00   | 0,63 |
|                         | LIVRE                                           | 17    | 1,04 / 100,00   | 0,62 |
|                         | Outros (com menos de 1,00%)                     | 31    | 1,90 / 100,00   |      |
| Votos Inválidos         | Votos Inválidos                                 | 83    | 5,08 / 100,00   | 0,42 |
| Total                   | Total                                           | 1 633 | 100,00 / 100,00 |      |
| Eleitorado/Participação | Eleitorado/Participação                         | 3 491 | 46,78 / 100,00  | 3,56 |

| Freguesia            | %     | %     | %     | %    | %    | %    | %    | %    | %    | Votantes |
| Freguesia            | CDU   | PS    | PSD   | BE   | PCTP | CDS  | B!   | PAN  | L    | Votantes |
| -------------------- | ----- | ----- | ----- | ---- | ---- | ---- | ---- | ---- | ---- | -------- |
| Alcórrego e Maranhão | 70,00 | 14,71 | 1,18  | 3,53 | 1,18 | 0,59 | 2,35 | 0,59 | 1,18 | 170      |
| Aldeia Velha         | 56,56 | 17,21 | 4,92  | 2,46 | 4,10 | 2,46 | 0    | 2,46 | 0    | 122      |
| Avis                 | 39,01 | 28,43 | 7,93  | 6,94 | 3,80 | 0,99 | 2,31 | 2,48 | 1,65 | 605      |
| Benavila e Valongo   | 37,79 | 34,19 | 7,46  | 5,14 | 1,03 | 4,11 | 2,31 | 0,77 | 0,77 | 389      |
| Ervedal              | 44,50 | 24,31 | 13,30 | 2,75 | 0,92 | 3,67 | 1,38 | 0,46 | 0,46 | 218      |
| Figueira e Barros    | 41,86 | 29,46 | 9,30  | 6,20 | 0,78 | 0,78 | 0,78 | 0,78 | 0,78 | 129      |
| Avis                 | 44,21 | 27,07 | 7,72  | 5,21 | 2,27 | 2,14 | 1,90 | 1,47 | 1,04 | 1 633    |

### Campo Maior
| Partido                 | Partido                                         | Votos | %               | +/-  |
| ----------------------- | ----------------------------------------------- | ----- | --------------- | ---- |
|                         | Partido Socialista                              | 1 103 | 49,80 / 100,00  | 4,15 |
|                         | Coligação Democrática Unitária                  | 363   | 16,39 / 100,00  | 8,85 |
|                         | Bloco de Esquerda                               | 198   | 8,94 / 100,00   | 6,05 |
|                         | Partido Social Democrata                        | 163   | 7,36 / 100,00   | -    |
|                         | CDS – Partido Popular                           | 89    | 4,02 / 100,00   | -    |
|                         | Pessoas–Animais–Natureza                        | 43    | 1,94 / 100,00   | 1,43 |
|                         | Basta!                                          | 35    | 1,58 / 100,00   | 1,42 |
|                         | Partido Comunista dos Trabalhadores Portugueses | 33    | 1,49 / 100,00   | 1,32 |
|                         | Outros (com menos de 1,00%)                     | 63    | 2,86 / 100,00   |      |
| Votos Inválidos         | Votos Inválidos                                 | 125   | 5,65 / 100,00   | 0,17 |
| Total                   | Total                                           | 2 215 | 100,00 / 100,00 |      |
| Eleitorado/Participação | Eleitorado/Participação                         | 7 195 | 30,79 / 100,00  | 2,71 |

| Freguesia                            | %     | %     | %     | %    | %    | %    | %    | %    | Votantes |
| Freguesia                            | PS    | CDU   | BE    | PSD  | CDS  | PAN  | B!   | PCTP | Votantes |
| ------------------------------------ | ----- | ----- | ----- | ---- | ---- | ---- | ---- | ---- | -------- |
| Nossa Senhora da Expectação          | 48,08 | 14,68 | 10,12 | 9,11 | 5,06 | 1,82 | 1,72 | 1,62 | 988      |
| Nossa Senhora da Graça dos Degolados | 55,56 | 19,44 | 6,67  | 3,33 | 1,11 | 2,78 | 1,67 | 0,56 | 180      |
| São João Batista                     | 50,43 | 17,48 | 8,21  | 6,40 | 3,53 | 1,91 | 1,43 | 1,53 | 1 047    |
| Campo Maior                          | 49,80 | 16,39 | 8,94  | 7,36 | 4,02 | 1,94 | 1,58 | 1,49 | 2 215    |

### Castelo de Vide
| Partido                 | Partido                        | Votos | %               | +/-  |
| ----------------------- | ------------------------------ | ----- | --------------- | ---- |
|                         | Partido Socialista             | 447   | 41,89 / 100,00  | 0,47 |
|                         | Partido Social Democrata       | 229   | 21,46 / 100,00  | -    |
|                         | Bloco de Esquerda              | 95    | 8,90 / 100,00   | 5,21 |
|                         | Coligação Democrática Unitária | 81    | 7,59 / 100,00   | 3,67 |
|                         | CDS – Partido Popular          | 43    | 4,03 / 100,00   | -    |
|                         | Pessoas–Animais–Natureza       | 24    | 2,25 / 100,00   | 1,19 |
|                         | Basta!                         | 17    | 1,59 / 100,00   | 0,79 |
|                         | LIVRE                          | 14    | 1,31 / 100,00   | 0,80 |
|                         | Outros (com menos de 1,00%)    | 48    | 4,50 / 100,00   |      |
| Votos Inválidos         | Votos Inválidos                | 69    | 6,47 / 100,00   | 1,01 |
| Total                   | Total                          | 1 067 | 100,00 / 100,00 |      |
| Eleitorado/Participação | Eleitorado/Participação        | 2 783 | 38,34 / 100,00  | 0,11 |

| Freguesia                                | %     | %     | %     | %     | %     | %    | %    | %    | Votantes |
| Freguesia                                | PS    | PSD   | BE    | CDU   | CDS   | PAN  | B!   | L    | Votantes |
| ---------------------------------------- | ----- | ----- | ----- | ----- | ----- | ---- | ---- | ---- | -------- |
| Nossa Senhora da Graça de Póvoa e Meadas | 52,40 | 14,42 | 5,77  | 11,06 | 3,85  | 0,48 | 1,92 | 0,96 | 208      |
| Santa Maria da Devesa                    | 38,87 | 22,66 | 10,74 | 7,62  | 2,73  | 3,13 | 1,37 | 0,98 | 512      |
| Santiago Maior                           | 46,25 | 25,00 | 3,75  | 0     | 12,50 | 2,50 | 2,50 | 2,50 | 80       |
| São João Batista                         | 38,20 | 23,60 | 9,36  | 7,12  | 4,12  | 1,87 | 1,50 | 1,87 | 267      |
| Castelo de Vide                          | 41,89 | 21,46 | 8,90  | 7,59  | 4,03  | 2,25 | 1,59 | 1,31 | 1 067    |

### Crato
| Partido                 | Partido                                         | Votos | %               | +/-  |
| ----------------------- | ----------------------------------------------- | ----- | --------------- | ---- |
|                         | Partido Socialista                              | 555   | 47,48 / 100,00  | 4,19 |
|                         | Partido Social Democrata                        | 150   | 12,83 / 100,00  | -    |
|                         | Coligação Democrática Unitária                  | 136   | 11,63 / 100,00  | 8,42 |
|                         | Bloco de Esquerda                               | 84    | 7,19 / 100,00   | 5,35 |
|                         | CDS – Partido Popular                           | 58    | 4,96 / 100,00   | -    |
|                         | Partido Comunista dos Trabalhadores Portugueses | 23    | 1,97 / 100,00   | 0,27 |
|                         | Basta!                                          | 22    | 1,88 / 100,00   | 1,64 |
|                         | Pessoas–Animais–Natureza                        | 20    | 1,71 / 100,00   | 1,07 |
|                         | Aliança                                         | 18    | 1,54 / 100,00   | Novo |
|                         | Outros (com menos de 1,00%)                     | 28    | 2,39 / 100,00   |      |
| Votos Inválidos         | Votos Inválidos                                 | 75    | 6,41 / 100,00   | 1,41 |
| Total                   | Total                                           | 1 169 | 100,00 / 100,00 |      |
| Eleitorado/Participação | Eleitorado/Participação                         | 3 061 | 38,19 / 100,00  | 0,10 |

| Freguesia                                     | %     | %     | %     | %    | %    | %    | %    | %    | %    | Votantes |
| Freguesia                                     | PS    | PSD   | CDU   | BE   | CDS  | PCTP | B!   | PAN  | A    | Votantes |
| --------------------------------------------- | ----- | ----- | ----- | ---- | ---- | ---- | ---- | ---- | ---- | -------- |
| Aldeia da Mata                                | 47,89 | 23,94 | 7,04  | 3,52 | 9,15 | 1,41 | 0    | 2,11 | 0    | 142      |
| Crato e Mártires, Flor da Rosa e Vale do Peso | 43,31 | 12,06 | 12,65 | 7,99 | 4,94 | 2,03 | 2,47 | 1,89 | 1,45 | 688      |
| Gáfete                                        | 56,50 | 9,42  | 11,66 | 7,17 | 4,04 | 2,69 | 1,35 | 1,79 | 0,90 | 223      |
| Monte da Pedra                                | 54,31 | 10,34 | 11,21 | 6,90 | 1,72 | 0,86 | 1,72 | 0    | 5,17 | 116      |
| Crato                                         | 47,48 | 12,83 | 11,63 | 7,19 | 4,96 | 1,97 | 1,88 | 1,71 | 1,54 | 1 169    |

### Elvas
| Partido                 | Partido                                         | Votos  | %               | +/-  |
| ----------------------- | ----------------------------------------------- | ------ | --------------- | ---- |
|                         | Partido Socialista                              | 2 145  | 44,83 / 100,00  | 4,00 |
|                         | Partido Social Democrata                        | 603    | 12,60 / 100,00  | -    |
|                         | CDS – Partido Popular                           | 423    | 8,84 / 100,00   | -    |
|                         | Bloco de Esquerda                               | 414    | 8,65 / 100,00   | 4,92 |
|                         | Coligação Democrática Unitária                  | 304    | 6,35 / 100,00   | 4,12 |
|                         | Basta!                                          | 161    | 3,36 / 100,00   | 2,56 |
|                         | Pessoas–Animais–Natureza                        | 123    | 2,57 / 100,00   | 1,70 |
|                         | Aliança                                         | 80     | 1,67 / 100,00   | Novo |
|                         | Partido Comunista dos Trabalhadores Portugueses | 58     | 1,21 / 100,00   | 0,82 |
|                         | Outros (com menos de 1,00%)                     | 178    | 3,72 / 100,00   |      |
| Votos Inválidos         | Votos Inválidos                                 | 296    | 6,19 / 100,00   | 0,62 |
| Total                   | Total                                           | 4 785  | 100,00 / 100,00 |      |
| Eleitorado/Participação | Eleitorado/Participação                         | 19 085 | 25,07 / 100,00  | 4,45 |

| Freguesia                                   | %     | %     | %     | %    | %     | %     | %    | %    | %    | Votantes |
| Freguesia                                   | PS    | PSD   | CDS   | BE   | CDU   | B!    | PAN  | A    | PCTP | Votantes |
| ------------------------------------------- | ----- | ----- | ----- | ---- | ----- | ----- | ---- | ---- | ---- | -------- |
| Assunção, Ajuda, Salvador e Santo Ildefonso | 38,55 | 16,21 | 11,43 | 9,15 | 4,64  | 3,25  | 3,62 | 2,18 | 0,56 | 2 153    |
| Barbacena e Vila Fernando                   | 42,45 | 9,91  | 7,55  | 8,96 | 12,26 | 0,94  | 0,47 | 1,42 | 4,25 | 212      |
| Caia, São Pedro e Alcáçova                  | 52,47 | 8,50  | 6,51  | 8,71 | 5,25  | 3,57  | 2,31 | 1,47 | 1,78 | 953      |
| Santa Eulália                               | 61,84 | 8,48  | 6,71  | 5,30 | 8,13  | 0,71  | 1,06 | 0    | 2,83 | 283      |
| São Brás e São Lourenço                     | 48,91 | 15,49 | 5,71  | 8,70 | 4,08  | 2,99  | 2,45 | 0,54 | 0,54 | 368      |
| São Vicente e Ventosa                       | 51,83 | 5,24  | 3,66  | 4,71 | 10,47 | 10,99 | 2,09 | 0,52 | 0,52 | 191      |
| Terrugem e Vila Boim                        | 43,36 | 9,76  | 8,32  | 9,44 | 11,20 | 3,36  | 0,96 | 2,08 | 1,44 | 625      |
| Elvas                                       | 44,83 | 12,60 | 8,84  | 8,65 | 6,35  | 3,36  | 2,57 | 1,67 | 1,21 | 4 785    |

### Fronteira
| Partido                 | Partido                                         | Votos | %               | +/-  |
| ----------------------- | ----------------------------------------------- | ----- | --------------- | ---- |
|                         | Partido Socialista                              | 415   | 41,71 / 100,00  | 2,11 |
|                         | Partido Social Democrata                        | 190   | 19,10 / 100,00  | -    |
|                         | Coligação Democrática Unitária                  | 109   | 10,95 / 100,00  | 5,26 |
|                         | Bloco de Esquerda                               | 56    | 5,63 / 100,00   | 1,95 |
|                         | CDS – Partido Popular                           | 54    | 5,43 / 100,00   | -    |
|                         | Basta!                                          | 26    | 2,61 / 100,00   | 1,19 |
|                         | Aliança                                         | 19    | 1,91 / 100,00   | Novo |
|                         | Pessoas–Animais–Natureza                        | 15    | 1,51 / 100,00   | 0,34 |
|                         | Nós, Cidadãos!                                  | 11    | 1,11 / 100,00   | Novo |
|                         | Partido Comunista dos Trabalhadores Portugueses | 11    | 1,11 / 100,00   | 0,27 |
|                         | Outros (com menos de 1,00%)                     | 18    | 1,81 / 100,00   |      |
| Votos Inválidos         | Votos Inválidos                                 | 71    | 7,14 / 100,00   | 0,96 |
| Total                   | Total                                           | 995   | 100,00 / 100,00 |      |
| Eleitorado/Participação | Eleitorado/Participação                         | 2 692 | 36,96 / 100,00  | 4,62 |

| Freguesia      | %     | %     | %     | %    | %    | %    | %    | %    | %    | %    | Votantes |
| Freguesia      | PS    | PSD   | CDU   | BE   | CDS  | B!   | A    | PAN  | NC!  | PCTP | Votantes |
| -------------- | ----- | ----- | ----- | ---- | ---- | ---- | ---- | ---- | ---- | ---- | -------- |
| Cabeço de Vide | 43,48 | 15,42 | 15,42 | 6,72 | 5,53 | 3,56 | 0,79 | 2,77 | 1,19 | 1,19 | 253      |
| Fronteira      | 41,24 | 20,46 | 7,69  | 5,56 | 5,40 | 2,29 | 2,45 | 1,15 | 1,15 | 0,82 | 611      |
| São Saturnino  | 40,46 | 19,85 | 17,56 | 3,82 | 5,34 | 2,29 | 1,53 | 0,76 | 0,76 | 2,29 | 131      |
| Fronteira      | 41,71 | 19,10 | 10,95 | 5,63 | 5,43 | 2,61 | 1,91 | 1,51 | 1,11 | 1,11 | 995      |

### Gavião
| Partido                 | Partido                                         | Votos | %               | +/-  |
| ----------------------- | ----------------------------------------------- | ----- | --------------- | ---- |
|                         | Partido Socialista                              | 813   | 55,80 / 100,00  | 3,58 |
|                         | Partido Social Democrata                        | 150   | 10,30 / 100,00  | -    |
|                         | Coligação Democrática Unitária                  | 144   | 9,88 / 100,00   | 5,92 |
|                         | Bloco de Esquerda                               | 81    | 5,56 / 100,00   | 2,50 |
|                         | Pessoas–Animais–Natureza                        | 42    | 2,88 / 100,00   | 2,26 |
|                         | CDS – Partido Popular                           | 37    | 2,54 / 100,00   | -    |
|                         | Basta!                                          | 27    | 1,85 / 100,00   | 1,23 |
|                         | Partido Comunista dos Trabalhadores Portugueses | 27    | 1,85 / 100,00   | 0,59 |
|                         | Outros (com menos de 1,00%)                     | 52    | 3,57 / 100,00   |      |
| Votos Inválidos         | Votos Inválidos                                 | 84    | 5,77 / 100,00   | 0,46 |
| Total                   | Total                                           | 1 457 | 100,00 / 100,00 |      |
| Eleitorado/Participação | Eleitorado/Participação                         | 3 297 | 44,19 / 100,00  | 1,28 |

| Freguesia        | %     | %     | %     | %    | %    | %    | %    | %    | Votantes |
| Freguesia        | PS    | PSD   | CDU   | BE   | PAN  | CDS  | B!   | PCTP | Votantes |
| ---------------- | ----- | ----- | ----- | ---- | ---- | ---- | ---- | ---- | -------- |
| Belver           | 64,98 | 9,03  | 9,75  | 5,78 | 1,08 | 1,08 | 0,72 | 2,17 | 277      |
| Comenda          | 50,66 | 9,60  | 17,22 | 5,30 | 3,31 | 1,32 | 1,32 | 2,32 | 302      |
| Gavião e Atalaia | 52,43 | 10,68 | 5,34  | 6,28 | 3,14 | 3,92 | 3,30 | 1,73 | 637      |
| Margem           | 60,58 | 11,62 | 12,86 | 3,73 | 3,73 | 2,07 | 0    | 1,24 | 241      |
| Gavião           | 55,80 | 10,30 | 9,88  | 5,56 | 2,88 | 2,54 | 1,85 | 1,85 | 1 457    |

### Marvão
| Partido                 | Partido                        | Votos | %               | +/-  |
| ----------------------- | ------------------------------ | ----- | --------------- | ---- |
|                         | Partido Socialista             | 441   | 49,55 / 100,00  | 7,08 |
|                         | Partido Social Democrata       | 166   | 18,65 / 100,00  | -    |
|                         | Bloco de Esquerda              | 55    | 6,18 / 100,00   | 3,09 |
|                         | CDS – Partido Popular          | 44    | 4,94 / 100,00   | -    |
|                         | Coligação Democrática Unitária | 41    | 4,61 / 100,00   | 3,57 |
|                         | Pessoas–Animais–Natureza       | 23    | 2,58 / 100,00   | 2,08 |
|                         | LIVRE                          | 11    | 1,24 / 100,00   | 0,04 |
|                         | Basta!                         | 10    | 1,12 / 100,00   | 0,32 |
|                         | Outros (com menos de 1,00%)    | 45    | 5,06 / 100,00   |      |
| Votos Inválidos         | Votos Inválidos                | 54    | 6,07 / 100,00   | 2,50 |
| Total                   | Total                          | 890   | 100,00 / 100,00 |      |
| Eleitorado/Participação | Eleitorado/Participação        | 2 805 | 31,73 / 100,00  | 1,78 |

| Freguesia                | %     | %     | %    | %    | %    | %    | %    | %    | Votantes |
| Freguesia                | PS    | PSD   | BE   | CDS  | CDU  | PAN  | L    | B!   | Votantes |
| ------------------------ | ----- | ----- | ---- | ---- | ---- | ---- | ---- | ---- | -------- |
| Beirã                    | 55,96 | 19,27 | 5,50 | 1,83 | 3,67 | 1,83 | 3,67 | 1,83 | 109      |
| Santa Maria de Marvão    | 55,08 | 12,71 | 7,63 | 3,39 | 2,54 | 7,63 | 0    | 0,85 | 118      |
| Santo António das Areias | 54,71 | 16,72 | 6,08 | 3,34 | 5,17 | 1,52 | 1,22 | 0,30 | 329      |
| São Salvador da Aramenha | 40,42 | 22,46 | 5,99 | 8,08 | 5,09 | 2,10 | 0,90 | 1,80 | 334      |
| Marvão                   | 49,55 | 18,65 | 6,18 | 4,94 | 4,61 | 2,58 | 1,24 | 1,12 | 890      |

### Monforte
| Partido                 | Partido                                         | Votos | %               | +/-  |
| ----------------------- | ----------------------------------------------- | ----- | --------------- | ---- |
|                         | Partido Socialista                              | 317   | 37,60 / 100,00  | 3,61 |
|                         | Coligação Democrática Unitária                  | 181   | 21,47 / 100,00  | 4,85 |
|                         | Partido Social Democrata                        | 98    | 11,63 / 100,00  | -    |
|                         | CDS – Partido Popular                           | 54    | 6,41 / 100,00   | -    |
|                         | Bloco de Esquerda                               | 49    | 5,81 / 100,00   | 3,60 |
|                         | Basta!                                          | 44    | 5,22 / 100,00   | 4,65 |
|                         | Partido Comunista dos Trabalhadores Portugueses | 22    | 2,61 / 100,00   | 1,04 |
|                         | Outros (com menos de 1,00%)                     | 36    | 4,26 / 100,00   |      |
| Votos Inválidos         | Votos Inválidos                                 | 42    | 4,98 / 100,00   | 1,04 |
| Total                   | Total                                           | 843   | 100,00 / 100,00 |      |
| Eleitorado/Participação | Eleitorado/Participação                         | 2 592 | 32,52 / 100,00  | 4,75 |

| Freguesia    | %     | %     | %     | %    | %    | %    | %    | Votantes |
| Freguesia    | PS    | CDU   | PSD   | CDS  | BE   | B!   | PCTP | Votantes |
| ------------ | ----- | ----- | ----- | ---- | ---- | ---- | ---- | -------- |
| Assumar      | 32,21 | 33,56 | 9,40  | 7,38 | 6,71 | 2,01 | 3,36 | 149      |
| Monforte     | 34,74 | 18,16 | 16,84 | 8,95 | 5,26 | 6,05 | 2,63 | 380      |
| Santo Aleixo | 52,52 | 17,27 | 5,76  | 2,16 | 3,60 | 2,88 | 2,16 | 139      |
| Vaiamonte    | 36,57 | 21,71 | 6,86  | 3,43 | 8,00 | 8,00 | 2,29 | 175      |
| Monforte     | 37,60 | 21,47 | 11,63 | 6,41 | 5,81 | 5,22 | 2,61 | 843      |

### Nisa
| Partido                 | Partido                                         | Votos | %               | +/-  |
| ----------------------- | ----------------------------------------------- | ----- | --------------- | ---- |
|                         | Partido Socialista                              | 976   | 46,15 / 100,00  | 4,04 |
|                         | Partido Social Democrata                        | 358   | 16,93 / 100,00  | -    |
|                         | Coligação Democrática Unitária                  | 236   | 11,16 / 100,00  | 7,35 |
|                         | Bloco de Esquerda                               | 104   | 4,92 / 100,00   | 3,10 |
|                         | CDS – Partido Popular                           | 80    | 3,78 / 100,00   | -    |
|                         | Pessoas–Animais–Natureza                        | 50    | 2,36 / 100,00   | 1,14 |
|                         | Basta!                                          | 33    | 1,56 / 100,00   | 1,12 |
|                         | LIVRE                                           | 28    | 1,32 / 100,00   | 0,37 |
|                         | Partido Comunista dos Trabalhadores Portugueses | 27    | 1,28 / 100,00   | 1,05 |
|                         | Outros (com menos de 1,00%)                     | 68    | 3,21 / 100,00   |      |
| Votos Inválidos         | Votos Inválidos                                 | 155   | 7,33 / 100,00   | 0,86 |
| Total                   | Total                                           | 2 115 | 100,00 / 100,00 |      |
| Eleitorado/Participação | Eleitorado/Participação                         | 5 880 | 35,97 / 100,00  | 2,23 |

| Freguesia                                          | %     | %     | %     | %    | %    | %    | %    | %    | %    | Votantes |
| Freguesia                                          | PS    | PSD   | CDU   | BE   | CDS  | PAN  | B!   | L    | PCTP | Votantes |
| -------------------------------------------------- | ----- | ----- | ----- | ---- | ---- | ---- | ---- | ---- | ---- | -------- |
| Alpalhão                                           | 34,43 | 26,56 | 12,13 | 3,28 | 5,90 | 3,61 | 0,66 | 1,64 | 1,97 | 305      |
| Arez e Amieira do Tejo                             | 51,16 | 11,63 | 11,63 | 4,07 | 2,91 | 4,65 | 1,16 | 0,58 | 1,16 | 172      |
| Espírito Santo, Nossa Senhora da Graça e São Simão | 43,46 | 16,79 | 10,09 | 6,39 | 4,12 | 1,75 | 1,85 | 1,96 | 0,93 | 971      |
| Montalvão                                          | 53,91 | 10,43 | 17,39 | 3,48 | 1,74 | 2,61 | 2,61 | 0    | 0,87 | 115      |
| Santana                                            | 60,56 | 4,23  | 12,68 | 5,63 | 0,70 | 0,70 | 1,41 | 0,70 | 4,23 | 142      |
| São Matias                                         | 50,55 | 24,18 | 5,49  | 2,20 | 6,59 | 1,10 | 1,10 | 1,10 | 1,10 | 91       |
| Tolosa                                             | 52,35 | 16,93 | 11,91 | 3,45 | 2,51 | 2,82 | 1,57 | 0,31 | 0,63 | 319      |
| Nisa                                               | 46,15 | 16,93 | 11,16 | 4,92 | 3,78 | 2,36 | 1,56 | 1,32 | 1,28 | 2 115    |

### Ponte de Sor
| Partido                 | Partido                                         | Votos  | %               | +/-  |
| ----------------------- | ----------------------------------------------- | ------ | --------------- | ---- |
|                         | Partido Socialista                              | 1 785  | 41,85 / 100,00  | 5,71 |
|                         | Coligação Democrática Unitária                  | 745    | 17,47 / 100,00  | 8,97 |
|                         | Partido Social Democrata                        | 450    | 10,55 / 100,00  | -    |
|                         | Bloco de Esquerda                               | 369    | 8,65 / 100,00   | 3,51 |
|                         | CDS – Partido Popular                           | 173    | 4,06 / 100,00   | -    |
|                         | Basta!                                          | 108    | 2,53 / 100,00   | 1,88 |
|                         | Pessoas–Animais–Natureza                        | 103    | 2,42 / 100,00   | 1,56 |
|                         | Partido Comunista dos Trabalhadores Portugueses | 73     | 1,71 / 100,00   | 0,30 |
|                         | Aliança                                         | 45     | 1,06 / 100,00   | Novo |
|                         | Outros (com menos de 1,00%)                     | 155    | 3,64 / 100,00   |      |
| Votos Inválidos         | Votos Inválidos                                 | 259    | 6,07 / 100,00   | 0,28 |
| Total                   | Total                                           | 4 265  | 100,00 / 100,00 |      |
| Eleitorado/Participação | Eleitorado/Participação                         | 14 066 | 30,32 / 100,00  | 2,58 |

| Freguesia                            | %     | %     | %     | %    | %    | %    | %    | %    | %    | Votantes |
| Freguesia                            | PS    | CDU   | PSD   | BE   | CDS  | B!   | PAN  | PCTP | A    | Votantes |
| ------------------------------------ | ----- | ----- | ----- | ---- | ---- | ---- | ---- | ---- | ---- | -------- |
| Foros de Arrão                       | 36,61 | 35,83 | 3,15  | 7,48 | 1,57 | 1,57 | 1,97 | 3,54 | 0,79 | 254      |
| Galveias                             | 39,36 | 22,09 | 6,02  | 8,03 | 6,02 | 2,81 | 2,41 | 2,41 | 1,61 | 249      |
| Longomel                             | 61,34 | 15,99 | 3,20  | 6,40 | 2,62 | 1,45 | 2,03 | 2,33 | 0    | 344      |
| Montargil                            | 31,34 | 31,34 | 9,59  | 6,88 | 4,97 | 1,71 | 2,23 | 2,40 | 1,37 | 584      |
| Ponte de Sor, Tramaga e Vale de Açor | 42,34 | 12,74 | 12,70 | 9,49 | 4,09 | 2,89 | 2,54 | 1,27 | 1,09 | 2 834    |
| Ponte de Sor                         | 41,85 | 17,47 | 10,55 | 8,65 | 4,06 | 2,53 | 2,42 | 1,71 | 1,06 | 4 265    |

### Portalegre
| Partido                 | Partido                        | Votos  | %               | +/-  |
| ----------------------- | ------------------------------ | ------ | --------------- | ---- |
|                         | Partido Socialista             | 2 462  | 37,72 / 100,00  | 2,01 |
|                         | Partido Social Democrata       | 1 255  | 19,23 / 100,00  | -    |
|                         | Bloco de Esquerda              | 651    | 9,97 / 100,00   | 5,45 |
|                         | CDS – Partido Popular          | 456    | 6,99 / 100,00   | -    |
|                         | Coligação Democrática Unitária | 437    | 6,70 / 100,00   | 5,65 |
|                         | Pessoas–Animais–Natureza       | 178    | 2,73 / 100,00   | 1,52 |
|                         | Basta!                         | 138    | 2,11 / 100,00   | 1,59 |
|                         | Aliança                        | 125    | 1,92 / 100,00   | Novo |
|                         | LIVRE                          | 84     | 1,29 / 100,00   | 0,22 |
|                         | Outros (com menos de 1,00%)    | 235    | 3,60 / 100,00   |      |
| Votos Inválidos         | Votos Inválidos                | 506    | 7,75 / 100,00   | 2,00 |
| Total                   | Total                          | 6 527  | 100,00 / 100,00 |      |
| Eleitorado/Participação | Eleitorado/Participação        | 20 528 | 31,80 / 100,00  | 0,10 |

| Freguesia                   | %     | %     | %     | %     | %     | %    | %    | %    | %    | Votantes |
| Freguesia                   | PS    | PSD   | BE    | CDS   | CDU   | PAN  | B!   | A    | L    | Votantes |
| --------------------------- | ----- | ----- | ----- | ----- | ----- | ---- | ---- | ---- | ---- | -------- |
| Alagoa                      | 44,03 | 22,39 | 6,72  | 12,69 | 2,24  | 1,49 | 0,75 | 0    | 0,75 | 134      |
| Alegrete                    | 43,19 | 27,51 | 6,94  | 6,68  | 2,31  | 0,77 | 1,29 | 0,51 | 1,29 | 389      |
| Fortios                     | 39,87 | 15,45 | 10,44 | 5,64  | 10,02 | 2,51 | 1,88 | 2,71 | 0,84 | 479      |
| Reguengo e São Julião       | 33,33 | 36,08 | 3,14  | 4,31  | 2,35  | 1,96 | 1,96 | 2,35 | 0,78 | 255      |
| Ribeira de Nisa e Carreiras | 33,74 | 20,61 | 10,71 | 6,67  | 6,46  | 2,22 | 1,82 | 1,01 | 1,21 | 495      |
| Sé e São Lourenço           | 36,28 | 18,22 | 10,47 | 7,61  | 7,28  | 3,23 | 2,15 | 2,15 | 1,36 | 4 270    |
| Urra                        | 48,12 | 14,26 | 11,29 | 3,37  | 5,54  | 1,39 | 3,37 | 1,39 | 1,58 | 505      |
| Portalegre                  | 37,72 | 19,23 | 9,97  | 6,99  | 6,70  | 2,73 | 2,11 | 1,92 | 1,29 | 6 527    |

### Sousel
| Partido                 | Partido                                         | Votos | %               | +/-   |
| ----------------------- | ----------------------------------------------- | ----- | --------------- | ----- |
|                         | Partido Socialista                              | 554   | 39,60 / 100,00  | 9,05  |
|                         | Partido Social Democrata                        | 271   | 19,37 / 100,00  | -     |
|                         | Coligação Democrática Unitária                  | 204   | 14,58 / 100,00  | 11,07 |
|                         | Bloco de Esquerda                               | 86    | 6,15 / 100,00   | 4,05  |
|                         | CDS – Partido Popular                           | 45    | 3,22 / 100,00   | -     |
|                         | Basta!                                          | 33    | 2,36 / 100,00   | 1,85  |
|                         | Pessoas–Animais–Natureza                        | 25    | 1,79 / 100,00   | 1,51  |
|                         | Partido Comunista dos Trabalhadores Portugueses | 22    | 1,57 / 100,00   | 0,76  |
|                         | Aliança                                         | 20    | 1,43 / 100,00   | Novo  |
|                         | Outros (com menos de 1,00%)                     | 30    | 2,15 / 100,00   |       |
| Votos Inválidos         | Votos Inválidos                                 | 109   | 7,80 / 100,00   | 0,52  |
| Total                   | Total                                           | 1 399 | 100,00 / 100,00 |       |
| Eleitorado/Participação | Eleitorado/Participação                         | 3 943 | 35,48 / 100,00  | 5,28  |

| Freguesia   | %     | %     | %     | %    | %    | %    | %    | %    | %    | Votantes |
| Freguesia   | PS    | PSD   | CDU   | BE   | CDS  | B!   | PAN  | PCTP | A    | Votantes |
| ----------- | ----- | ----- | ----- | ---- | ---- | ---- | ---- | ---- | ---- | -------- |
| Cano        | 45,81 | 15,81 | 10,00 | 6,77 | 3,23 | 1,61 | 1,94 | 1,61 | 1,94 | 310      |
| Casa Branca | 40,46 | 16,24 | 20,51 | 5,98 | 2,85 | 1,42 | 0,85 | 2,56 | 1,42 | 351      |
| Santo Amaro | 39,09 | 21,81 | 13,99 | 7,41 | 1,23 | 3,29 | 1,23 | 1,65 | 0,41 | 243      |
| Sousel      | 35,35 | 22,63 | 13,54 | 5,25 | 4,44 | 3,03 | 2,63 | 0,81 | 1,62 | 495      |
| Sousel      | 39,60 | 19,37 | 14,58 | 6,15 | 3,22 | 2,36 | 1,79 | 1,57 | 1,43 | 1 399    |